# Clinical Data Interchange Standards Consortium
Das Clinical Data Interchange Standards Consortium (kurz CDISC) ist eine Non-Profit-Organisation (Gemeinnützige Gesellschaft) mit Sitz in Austin im US-Bundesstaat Texas.
CDISC entwickelt eine Reihe von offenen Standards für den Austausch von Daten aus klinischen Studien. CDISC ist ein in den USA von der Food and Drug Administration (FDA) akzeptierter Standard für die Einreichung klinischer Daten bei der Arzneimittelzulassung. Zur Definition der Standards dienen XML-Schemata. Alternativ ist eine DTD verfügbar.

## CDISC Standards
- Das Study Data Tabulation Model (SDTM) beschreibt die inhaltliche Struktur von Tabellen, in denen die in einzelnen Case Report Forms dokumentierten Fallberichte aus klinischen Studien zusammengefasst und bei der FDA eingereicht werden können.
- Der Standard for the Exchange of Non-Clinical Data (SEND) wird ähnlich wie SDTM zur Einreichung nichtklinischer Daten bei der FDA genutzt.
- Das Operational Data Model (ODM) ist ein Standard mit mehreren Funktionen. Zum einen erlaubt es die Spezifikation von Metadaten, also der Formulare, Fragen und Datenformate, die in einer Studie verwendet werden. Zum Zweiten kann es eingegebene Daten in zwei Arten darstellen: nur der letzte Stand der Daten (Snapshot), oder jegliche Dateneingabe und Veränderung (Transactional). Das Snapshot-Format wird bevorzugt als Transportstandard verwendet. So lassen sich z. B. Studien zwischen verschiedenen Systemen migrieren. Das Transactional-Format wird hingegen meist verwendet, um Daten zu Archivieren.
- Dataset XML ist ein Standard, um Tabellendaten zu transportieren. Es ist gedacht als Ersatz des proprietären und veralteten Transportformats SAS V5 und soll künftig zur Einreichung bei der FDA zugelassen werden. Es ist besonders geeignet um Daten des SDTM Formats zu transportieren, kann aber grundsätzlich auch generische Tabellendaten beinhalten.
- Das Laboratory Data Model (LAB) wird zum Austausch von klinischen Labordaten zwischen Laboratorien und den Pharmaunternehmen genutzt. Der Standard kann in verschiedenen Formaten implementiert werden, wie XML, ASCII, SAS oder HL7 V3.
- Die Clinical Data Acquisition Standards Harmonization (CDASH) beschreibt die inhaltliche Struktur klinischer Datenbanken, die zur Aufnahme der Probandendaten aus den Case Report Forms gedacht sind. Die 18 vordefinierten Domains sind so aufgebaut, dass eine Transformation in SDTM möglichst einfach möglich ist.
- Mittels Analysis Dataset Model (ADaM) können die statistischen Methoden dokumentiert werden, mit denen die klinischen Daten ausgewertet wurden. Das Ziel ist es, der Behörde zu ermöglichen, die vom Pharmaunternehmen durchgeführten statistischen Analysen zu reproduzieren.
- Das Case Report Tabulation (CRT) ist eine Spezifikation der Datendefinition (Define.xml). Dort wird definiert, wie Metadaten mittels ODM-Transportstandard eingereicht werden können.
- Das Structured Clinical Trial Protocol (SCTP) ist ein Entwurf für ein Modell, das den Austausch von Protokolldaten zwischen Computersystemen und den Beteiligten ermöglichen soll. Inhaltlich baut SCTP auf SDTM auf.